# Bogdan Gawroński
Bogdan Gawroński (ur. 3 stycznia 1928 w Poznaniu, zm. 17 marca 2004) – polski polityk, poseł na Sejm PRL VIII kadencji.

## Życiorys
Syn Franciszka Gawrońskiego, robotnika i repatrianta z Westfalii oraz Marii z Pokrywków. 
Podczas II wojny światowej (1941–1944) pracował jako nieletni robotnik przymusowy w fabryce wyrobów skórzanych (Lederwarenfabrik) w Poznaniu przy ul. Strzeleckiej. W lutym 1945 brał udział w zdobywaniu poznańskiej Cytadeli.
Posiadał wykształcenie wyższe prawnicze (w 1952 ukończył studia na Uniwersytecie Poznańskim). 
W latach 1948–1956 pracował jako urzędnik w Urzędzie Wojewódzkim w Poznaniu (Wydział Gospodarki Komunalniej, od 1952 zastępca kierownika Wydziału Społeczno-Administracyjnego), a później (1956–1973) pełnił funkcję kierownika Urzędu Spraw Wewnętrznych prezydium Wojewódzkiej Rady Narodowej w Poznaniu.
W 1956, po tzw. październiku, wstąpił do Polskiej Zjednoczonej Partii Robotniczej. Od 1973 pełnił funkcję sekretarza ideologicznego i sekretarza Wydziału Kultury w Komitecie Wojewódzkim PZPR w Poznaniu. Od 13 grudnia 1977 do 7 października 1980 był kierownikiem Wydziału Kultury Komitetu Centralnego PZPR. Następnie – od 13 października 1980 do 17 lutego 1982 – pełnił funkcję I sekretarza Komitetu Wojewódzkiego PZPR w Kaliszu. Ponadto od 15 lutego 1980 do 20 lipca 1981 był zastępcą członka KC PZPR.
W latach 1980–1985 pełnił mandat posła na Sejm PRL VIII kadencji, reprezentując okręg Rzeszów. Zasiadał w Komisji Kultury i Sztuki, Komisji Planu Gospodarczego, Budżetu i Finansów, Komisji Skarg i Wniosków oraz w Komisji Kultury. Od 1985 do 1990 był członkiem Narodowej Rady Kultury. Po 1990 pracował w Kancelarii Sejmu jako doradca Sejmu.
Pochowany 24 marca 2004 na cmentarzu na Junikowie w Poznaniu (kwatera 6-5-H-14).

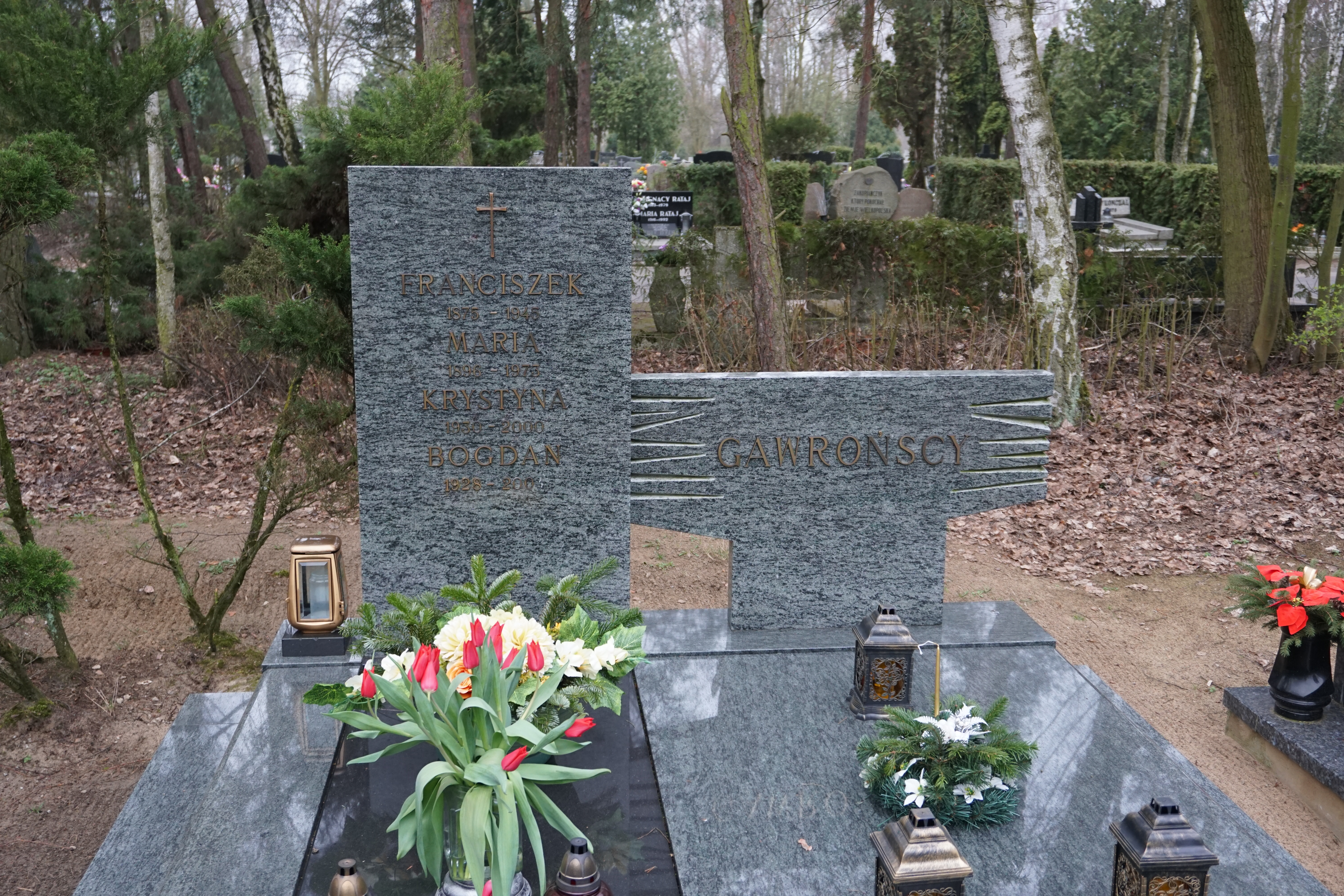
Grób Bogdana Gawrońskiego na Cmentarzu Junikowskim